# Аризема Уорда
Аризе́ма Уо́рда (лат. Arisaema wardii) — многолетнее травянистое клубневое растение, вид рода Аризема (Arisaema) семейства Ароидные (Araceae).
Вид назван в честь американского ботаника и палеонтолога Лестера Уорда (англ. Lester Frank Ward, 1841-1913).

## Ботаническое описание
Клубень шаровидный, 1,5—2,2 см в диаметре.

### Листья
Катафиллов два или три, 9—10 см длиной, тупые на вершине.
Черешки 15—25 см длиной, вложенные примерно на 2⁄3 во влагалища, формирующие ложный стебель. Листовая пластинка перисторалдельная или пальчатораздельная; листочки в числе 3—6, сидячие, продолговатые, 2—11 см длиной и 1—3 см шириной, в основании клиновидные, на вершине заострённые, обычно с хвостовидным окончанием.

### Соцветия и цветки
Цветоножка короче или длиннее черешков, 10—18 см длиной. Покрывало зелёное, без пятен или с беловатыми продольными полосками; трубка воронковидная, 2—6,5 см длиной и около 1,5 см в диаметре, в устье косоусечённая, неухообразная, незагнутая; пластинка треугольно-овальная или овально-ланцетовидная, 2—7 см длиной, 1,5—4 см шириной, на вершине заострённая, с нитевидным окончанием 3—5 см длиной.
Початок однополый. Женская зона цилиндрическая, 2,2 см длиной и 5—6 мм в диаметре; завязь зелёная, яйцевидная; столбик короткий; рыльце сферическое; мужская зона цилиндрическая, 1,5—2,5 см длиной и 2—3 мм в диаметре; синандрии плотные, сидячие; пыльников два или три, вскрываются боковыми разрезами. Придаток вертикальный, зелёный, цилиндрический, 2—3,2 см длиной, 2,3—5 мм в диаметре, в основании раздутый и на ножке 1,5—3 мм длиной, на вершине тупой.
Цветёт в мае — июле.

### Плоды
Соплодие цилиндрическое, около 5 см длиной и 1,5 см в диаметре. Плоды — желтовато-красные яйцевидные ягоды, около 5 мм в диаметре, с 1—3 семенами.
Семена бледно-коричневые или коричневые, яйцевидные, покрытые сетчатым узором, морщинистые.

## Распространение
Встречается в Западном и Центральном Китае.
Растёт в хвойных лесах, на травянистых местах; на высоте от 2400 до 4200 м над уровнем моря.